# کرن دیور
کرن دیور (انگلیسی: Karen Dior؛ زاده ۱۴ فوریهٔ ۱۹۶۷ درگذشته ۲۵ اوت ۲۰۰۴) بازیگر پورنوگرافی تراجنسیتی اهل ایالات متحده آمریکا بود.
او یک زن ترنس بود.